# وليد أبو بكر
وليد أبو بكر (وُلد عام 1938) هو ناقد أدبي وروائي وصحفي فلسطيني. ولد في يعبد، ونشأ بها. درس الفلسفة، وعمل في حقل البحوث الاجتماعية والصحفية. له نشاط بارز في الصحافة الثقافية العربية بوصفه محرر ثقافي وناقد أدبي ورئيس تحرير. عمل فترة من حياته مدرس للفيزياء في ثانوية رام الله. وهو عضو الأمانة العامة للاتحاد العام للأدباء والكتاب الفلسطينيين وجمعية النقد الأدبي. يعيش في رام الله. له عدة روايات ودراسات أدبية، وقد ترجم عدة مؤلفات أدبية، واهتم بترجمة الأدب الأطفال أيضًا.

## سيرته
ولد وليد أبو بكر في قرية يعبد بقضاء جنين في فلسطين الانتدابية سنة 1938 ونشأ بها. تلقى تعليمه الإبتدائي والثانوي في مدارسها، ثم انتقل إلى دار المعلمين في عمان. وبعد تخرجه انتقل إلى مدينة رام الله ليعمل مدرسًا للفيزياء لصوف ثانوية من 1957 حتى 1959. ثم اعتقل في رام الله حتى 1960. وبعد افراجه انتقل إلى الكويت، وأتم دراسته الجامعية في الفلسفة والاجتماع في جامعة بيروت العربية، والدراسات العليا فكانت في جامعة الكويت وهي في فلسفة العلوم.

عمل في الصحافة الكويتية، وبدأ محررًا ثم رئيس قسم، ثم رئيسًا لتحرير إحدى المجلات، وقد نشر العديد من المقالات النقدية في عدد من المجلات الكويتية أبرزها «البيان». عاش في الكويت قرابة ثلاثين عامًا، ثم عاد إلى وطنه وسكن رام الله. وفيها عمل رئيسًا لمركز أوغاريت الثقافي، وواصل مهنته الصحافية وساهم مع جريدة «الأيام».

## مؤلفاته
في أبريل 2021 بمناسبة يوم الثقافة الفلسطينية، صدر عن الاتحاد العام للكتاب والأدباء الفلسطينيين، «الأعمال الروائية الناجزة» له، وتضم هذه الأعمال أربع روايات هي «العدوى، الخيوط، الحنونة، الوجوه». قائمة مؤلفاته:
- «العدوى»، 1978
- «الخيوط»، 1980
- «الحنونة»، 1998
- «الوجوه»، 2003

من مؤلفاته في نقد ودراسات:
- «القضية الاجتماعية في المسرح الكويتي»، 1985
- «أحزان في ربيع البرتقال: دراسة عن سميرة عزام»، 1985.
- «الصوت الثاني في القصة الكويتية»، 1985
- «الواقع والتحدي في رواية الأرض المحتلة»، 1989
- «البيئة في قصة الخليج العربي»،   1991
- «صورة العربي في الأدب الإسرائيلي»، 1994
- «لغة الجسد على خشبة المسرح»، 1999
- المزاج في النص الأدبي ومخاطر التطبيع في السرد الفلسطيني»، 2014
- «تجليات الواقع في الفن القصصي»
- «الكتابة بنكهة الموت»، دراسة نقدية، 2010
- «ظاهرة التثاقف وآثارها المدمرة على السرد - دراسة جديدة حول مصطلح نقدي مختلف، 2017
- «الفكرة الأصيلة - في النسيج الداخلي للرواية، 2021

من ترجماته الأدبية:
- «قصة سائق الحافلة الذي أراد أن يكون إلها»، قصص، إتغار كيريت، 2003
- «سماء حمراء في الصباح»، رواية إليزابيث ليرد،  2003
- «ألعاب للممثلين وغير الممثلين»، أوغستو بوال، 2006
- «أسير عند الفايكنغ»، توريل ثورستاد هوجر، رواية نرويجية، 2005
- «طيور الليل»، تورمود هاوغن، رواية، 2005
- «العاصفة الثلجية»، و. أوين، قصة للأطفال، 2004
- «وداعا يا رونة»، ماريت كالدهول، قصة للأطفال، 2005
- «الصبيّ الذي أراد امتلاك الثلج»، داغ هايردال لارسن، قصة للأطفال، 2007
- «يوم الانتخابات في السفانا»، قصة للأطفال،

2007
من ترجماته غير الأدبية:
- «مناهج التاريخ في الكتب المدرسية الإسرائيلية»، 2005
- «المسرح التشريعي»،  أوغستو بوال،  2010
- «شحذ إبداع الطالب : طرق عملية لتعزيز التفكير الابتكاري وحل المشكلات، 2016
- «الذين يملكون والذين لا يملكون؛ تاريخ مختصر وخاص للامساواة العالمية،

ً2018
- «اليوم الطيب للأحزان»، ديوان شعر، 1976
- «الأول والأخير»، مسرحيتيان، 1982
- «السيف والقلم»، مسرحية،  2006